# Vallåskyrkan
Vallåskyrkan är en kyrkobyggnad belägen i stadsdelen Vallås i centralorten i Halmstads kommun. Den tillhör Snöstorps församling i Göteborgs stift och Svenska kyrkan. 

## Kyrkobyggnad
Lise Höstrup ritade tillsammans med sin make Hugo ritade Vallåskyrkan, som invigdes på Kristi himmelsfärdsdag 1975. Den är centralt placerad i en park mitt i de omgivande bostadsområdena. I en särpräglad modernistisk arkitektur reser sig byggnaden i en tetradisk form (kyrkans tak reser sig i en triangelspets) med fönsterlös fasad, utvändigt klädd med eloxerad aluminiumplåt. Fasadmaterialet skiftar färgton från gyllenbrunt till nästan svart. På ena sidan finns ett gyllene kors som lyser i kvällsmörkret. 
Kyrksalen har en kvadratisk golvyta, som kraftigt sluttar ner mot koret i ena hörnet. Gången ned till koret följer kvadratens diagonal ned mot de främre väggarna, som lutar inåt och är klädda med parallellställda ribbor, solstrålar, som ger ett himelskt ljus från ovan genom ett enda fönster i takspetsen ovanför altaret, osynligt inifrån rummet. Varierande vinklar mellan golv, tak och väggar ger kyrkorummet ett mycket speciellt intryck. 
Förutom kyrksal finns i byggnaden även samlingssalar, undervisningssalar och lokaler för barnverksamhet. Själva kyrksalen rymmer 170 personer, men genom en vikvägg i församlingssalen, kan ytterligare 100 personer beredas plats. 
Utanför kyrkans entré står en klockstapel med korsform, klädd med eloxerad aluminiumplåt. Där hänger en malmklocka, ursprungligen skänkt till Martin Luthers småkyrka i Halmstad. Den blev emellertid undanställd då den nya kyrkan uppfördes i Martin Luthers församling i början av 1970-talet. Den har sedan deponerats i Vallås kyrka. 
Ett kors omslutet av en ring är Vallåskyrkans särskilda symbol. Den återfinns på kyrkdörrarna, på altaret, i dopfunten, på dopljusstakana, på kollektskålen och på nattvardssilvret och vill påminna den kristna församlingen att samlas omkring Jesus som sin Herre. 

## Inventarier
- Altaret är runt och av samma stenmaterial som golvet.
- På altaret finns ett krucifix utfört i venetiansk silvermosaik av konstnären Hans Fagerström, Halmstad.
- Dopfunten är sammanfogad av svagt gröntonat byggnadsglas. Dopskålen av glas och formad som en treklöver, står på ett smide med tre ljus för att lysa upp dopfunten inifrån.
- Lampetter och altarljusstakar liksom processionskors är tillverkade av förre kyrkvärden Helge Svensson, Vallås.
- Dopljusstaken och kollektskålen är tillverkade och skänkta till kyrkan av förre kyrkvärden Arne Edvardsson, Skedalahed.
- Mariabilden skuren i trä är en gåva till kyrkan av Elisabeth och Stann Fredriksson 1981.
- Tavla med ängel är en fredsängeln skapad och skänkt av Rut Nilsson 1999.

### Orgel
- 1973 byggde Nels Munck Mogensen, Hovmantorp en mekanisk orgel.

| Manual            | Pedal      | Koppel  |
| Gedackt 8'        | Subbas 16' | Man/Ped |
| Rörflöjt 4'       | Gedackt 8' |         |
| Svegel 2'         |            |         |
| Quint 1 1/3'      |            |         |
| Sivflöjt 1'       |            |         |
| Crescendosvällare |            |         |

- Orgeln är tillverkad 1992 av Åkerman & Lund Orgelbyggeri. Den har elva stämmor.

## Bilder

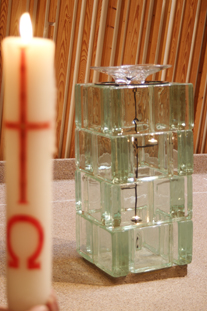
Dopfunten.